# スターストリーク (ミサイル)
スターストリーク HVM（英語: Starstreak High Velocity Missile）は、イギリスが開発した近距離防空ミサイル。

## 概要
イギリス陸軍は1970年代より、短距離防空ミサイル・システムとして、レイピアミサイルシステムを配備してきた。しかし、これは基本的に牽引式のシステムであり、前線で機動的に運用することは困難であったうえに、敏捷性にも劣る面があった。一方、近距離防空用に配備されていたジャベリンでは、性能面で不足であった。ソ連地上軍において、9M14 マリュートカ（AT-3 サガー）対戦車ミサイル搭載のMi-24 ハインド攻撃ヘリコプターの配備が進むにつれて、新世代の近距離防空ミサイル・システムの要望が強まった。
1984年、参謀本部は射程6キロメートル以上、終末速度M4の性能を有する高速ミサイル（HVM）が理想的であるとの結論に達し、GSR 3979と題された要望を提示した。これに対し、ショーツ・ミサイル・システムズ（SMS）社およびブリティッシュ・エアロスペース社が応募し、最終的にショーツ社がS14として開発していた案がスターストリークとして採用された。また、これとともにS14の技術を導入してジャベリンを改良したMANPADSがスターバーストとして採用され、1989年から配備を開始した。その一方、スターストリークは超高速ミサイルという新しいコンセプトを採用していたことから開発はやや難航し、配備は1997年から行われた。
スターストリーク HVMは、イギリス軍が伝統的に採用してきたSACLOSを採用しているが、無線誘導ではなくレーザービームを使用する。スターストリーク HVMの大きな特徴が、その弾頭にある。スターストリーク HVMは、通常の弾頭のかわりに、ダーツと呼ばれる子弾を3発搭載しており、これらはミサイルの頭部に露出した状態で収納されている。スターストリーク HVMは、1段目の固体燃料ロケット・モーターによって発射され、これを切り離したのち、2段目のTITUSブースターによってM3.5まで急速に加速、これが燃焼を終えるとともにダーツが放出される。ダーツは長さ396mm、直径22mm、重量900gで、TITUSブースターによって与えられた慣性によって飛翔する。これらのダーツはタングステン合金製の弾体により運動エネルギー弾として期待できるほか、450gの高性能炸薬による弾頭も持っており、ボフォース 40mm機関砲弾（40x364mmR弾）に匹敵する威力を有していることから、対軽装甲火力としても期待しうるものである。
発射機としては、3連装の可搬式発射機（LML：Lightweight Multiple Launcher）と、アルビス・ストーマー装甲車に搭載した自走式発射機（SP HVM）、携行式発射機（2000年より）が配備されている。このほか、空対空型（ATASK：Air To Air Starstreak）、艦対空型（Seastreak）も開発され、ATASKはアメリカ軍も検討したが、配備には至っていない。
また、2007年半ばには改良型のスターストリーク-IIが発表された。これは、射程・射高を延伸したほか、誘導装置も改良されており、2010年後半には就役する予定である。